# Revengers FC
Câu lạc bộ bóng đá Revengers còn được gọi là Revengers FC là một câu lạc bộ bóng đá Seychelles có trụ sở tại Praslin, Seychelles. Câu lạc bộ thi đấu trong giải đấu hàng đầu của Seychelles, Seychelles First Division.

## Sân vận động
Câu lạc bộ thi đấu các trận đấu trên sân nhà của mình tại Stade ornamentmitié, một sân vận động 2.000 chỗ ngồi nằm ở Praslin.